# Tanjung Uban Utara
Tanjung Uban Utara is een bestuurslaag in het regentschap Bintan van de provincie Riau-archipel, Indonesië. Tanjung Uban Utara telt 4251 inwoners (volkstelling 2010).